# ブラウン管

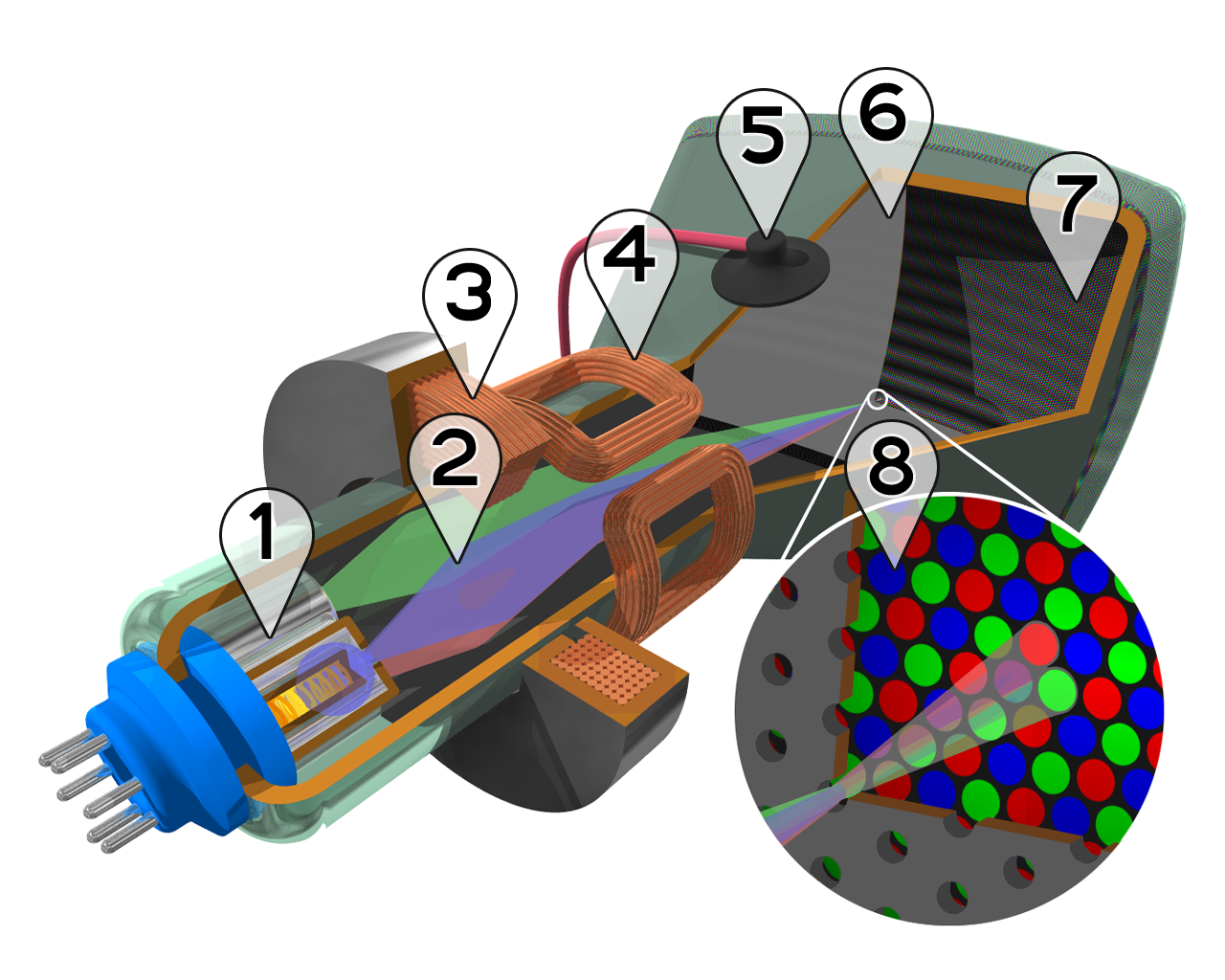
カラー受像管の断面図
1.電子銃
2.電子ビーム
3.集束コイル（焦点調整）
4.偏向コイル
5.陽極端子
6.シャドーマスク
7.色蛍光体
8.色蛍光体を内側から見た拡大図

ブラウン管（ブラウンかん）は、電子銃から電子ビームを蛍光面に照射し、発光させて図像を表示する、陰極線管（cathode-ray tube, CRT）と呼ばれる種類の真空管を応用した装置である。名称は、発明者であるドイツのカール・フェルディナント・ブラウンに由来する。

## 概要

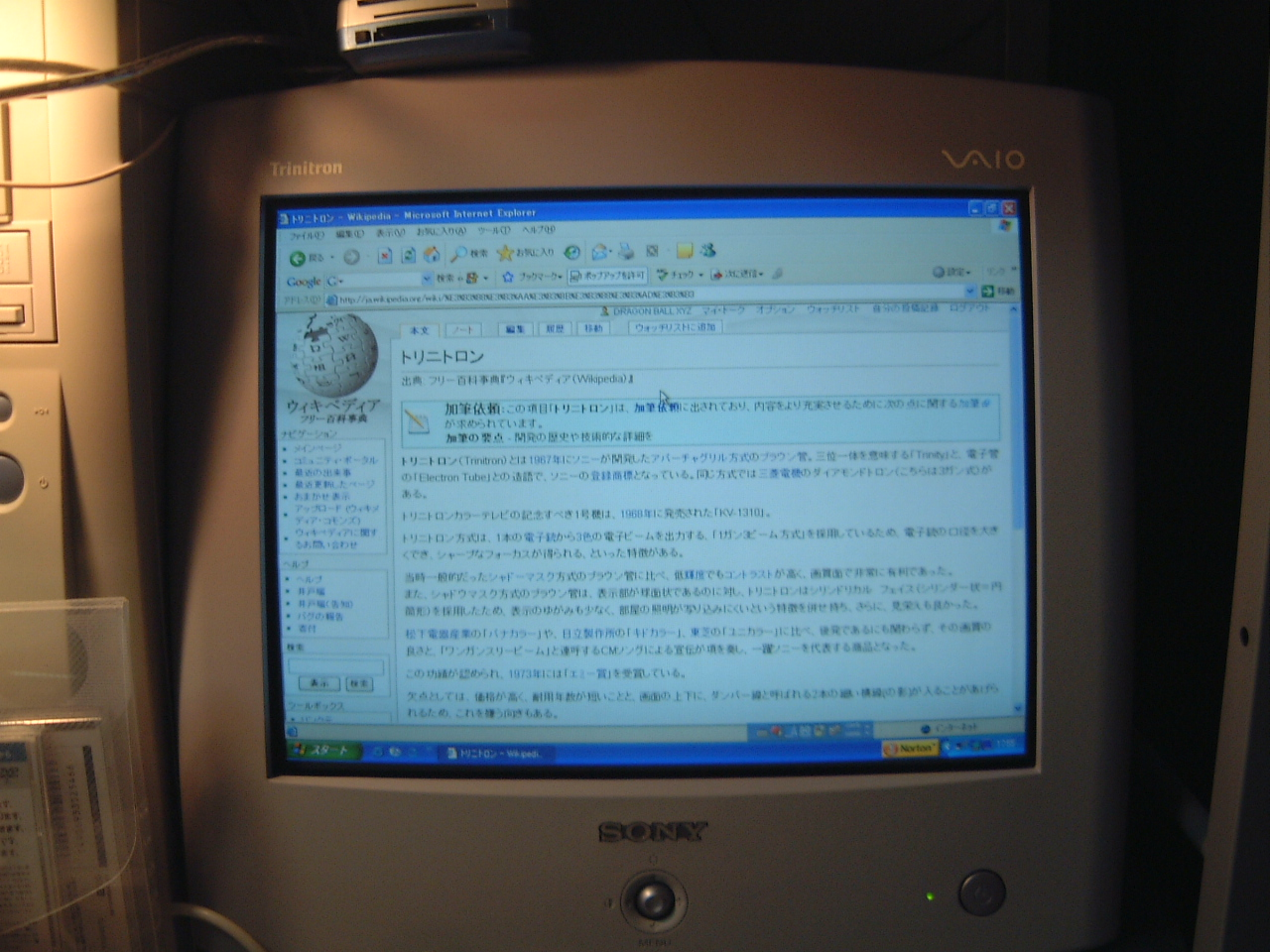
パソコン用のブラウン管ディスプレイ

ビデオモニター、テレビ受像機、コンピュータなどのディスプレイやオシロスコープなどの用途があり、かつては一般家庭でも用いられた。当時はテレビの代名詞のように扱われることもあり、庶民には手の届かない世界として映画スターを指す「銀幕のスター」と対置される表現として、華やかなテレビの世界などを指して「ブラウン管のスター」「ブラウン管の向こう～に」といった表現もあった。
YouTubeの "Tube" はブラウン管に由来しており、YouTubeのロゴマークは、ブラウン管テレビの画面が丸みを帯びた四角形をしていたことに由来している。

### 動作原理
ファンネル（漏斗）と呼ばれる真空管内で、電子銃により電子ビームを発射する。陽極に印加された高い電圧により電子は加速され、蛍光物質を塗布した蛍光面に衝突し発光する。電子ビームは、電界または磁界により偏向され、蛍光面を走査する。偏向するための電磁石のことをヨーク（yoke、ヨークコイル）と言う。

## 走査方式

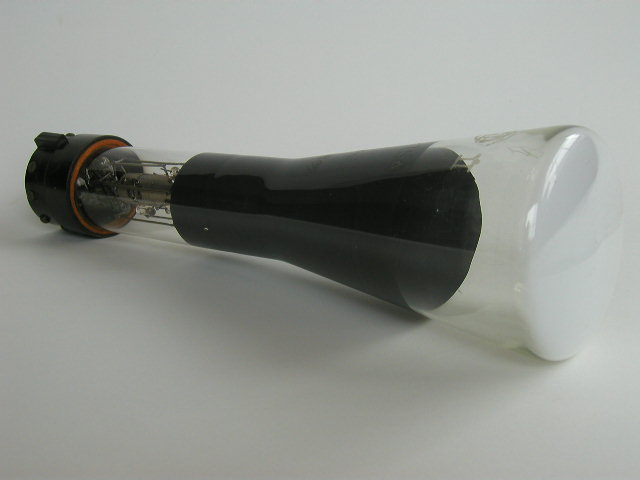
日本陸軍電探用ブラウン管、静電偏向型

### ラスタスキャン
ビデオモニターやディスプレイでは管面全体を走査線（ラスタ）とよぶ固定パターンでスキャンしつつ、映像信号の輝度成分に従って電子ビームの強さを変調する。このように、画面上の任意の点の明るさを制御することにより画像を作り上げている。オシロスコープでは、電子ビームの強さは一定の設定値に保ち（=輝度一定）、ビームを任意に動かして描画する。通常、水平偏向は一定時間毎ないし何らかのトリガで一定速度で走査し、垂直偏向は入力信号の電圧に対応するように走査する。
オシロスコープ用のブラウン管はテレビのものより細長く、電界により偏向させる。これは、電界偏向（静電偏向）のほうが磁界偏向よりも高い周波数で走査を行えるためである。電界偏向では磁界偏向に比べてビームを偏向するにあたっての印加電圧が低くできる反面、ブラウン管を大きくした場合など広い範囲の偏向を行うには不向きという側面もある。また、静電偏向型は大型化、薄型化した場合、高電圧化させる必要がある事も不利な理由である。但し、電源電圧の変動に関しては磁界偏向よりも耐性がある。

### ラジアルスキャン
初期のレーダー表示装置では、パラボラアンテナの向きと同期して放射線状に電子線を走査し表示を行う。

### ベクタースキャン
レーザー光線を用いて大気中の微粒子をスクリーンとし、文字や図形を表示する手法があるが、それと同様に、ビームの方向を自由に制御し、文字、図形を一筆書きのように表示する。

## 多色表示の方法

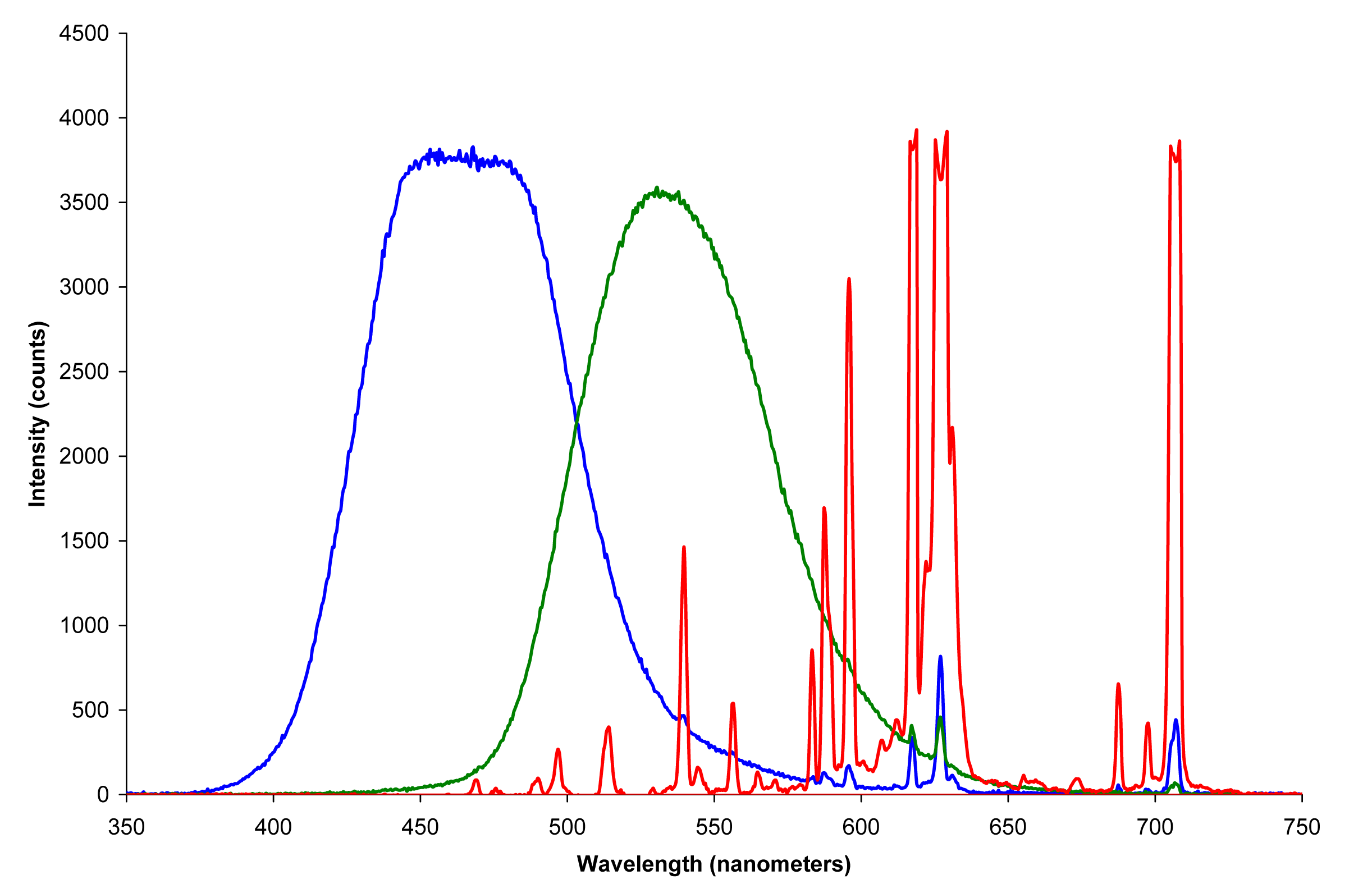
ブラウン管による表示の波長スペクトラム

カラーブラウン管では、各々光の三原色の赤(R)・緑(G)・青(B)に発光する3色の異なる蛍光物質を使い、方形や円状（シャドーマスク管）または直線状（アパーチャーグリル管やスロットマスク管）に密集して配置する。電子銃がRGB各色に対応して3本あり、各電子銃は対応するRGB各1色のドット（蛍光体）にのみ電子線を発するようにする。これらから逸れた電子線は発光面直前にあるシャドーマスク またはスロットマスク、アパーチャーグリルによって他のドットに誤って入らないように吸収ないし遮蔽される。
シャドーマスクは、円形、三角形ないし六角形状に穴が開いているが、アパーチャーグリルは垂直方向に細いスリット状（スリットマスク）になっている。スリットマスク同士が動いてしまわないように、水平方向に支えの線（ダンパーワイヤー）が入っている。アパーチャーグリルのブラウン管の画像をよく見ると、その線が観察できる（15インチトリニトロン管の例では画面の上半分と下半分の中間に1本、また17インチ以上のモニターでは、上下三分の一周辺に2本のダンパーワイヤーが見られる。アパーチャーグリルを使うブラウン管の代表的なものとしては、ソニーのトリニトロン管や三菱電機のダイヤモンドトロン管がある。なお、シャドーマスクは電子ビームが通過する穴を小さく、密集させる程に同一面積で電子ビームが遮られるマスク面が広くなりがちで、画面が暗くなる（技術的限界）ことから高解像度とし難いため、一般のテレビ受像用はともかくハイビジョンやパソコン用ディスプレイでは、アパーチャーグリルを採用した物が広く使われた。
アパーチャーグリルは縦方向に区切ったマスクを吊す構造であり振動や加熱による変形によって色のにじみに弱い。これらを改善するためスロットマスク方式ではマスク開口を横方向にも区切っている。しかし、この区切りにより輝度が低下する点がある。スロットマスクを採用した物はNECのクロマクリア管がある。
電子ビーム形状はそれぞれの方式に対応した形状となり、結果として表示面に映るドット形状もこの形となる。すなわち、シャドーマスクは円形や三角形、六角形となる。アパーチャーグリルはスリットマスクが縦長であり縦方向のドット間には仕切がないため、縦方向のみ自然なつながりとなる。スロットマスクは縦長の長方形となる。
外回りはガラス製なので、蛍光体で発生した光はモニタ外から見えるが、特にカラーブラウン管において、高エネルギー電子線の衝突により発生する危険なX線を遮る必要がある。このため、ブラウン管用のガラスは鉛ガラスが用いられる。これ以外にも、遮蔽板やアノード電圧が上がり過ぎないような保護回路があるので、最近のブラウン管からのX線放射は安全基準値を十分下回る。
ブラウン管は三極管の特性をもつため、電子ビームと発光強度の間に指数的な特性がある。この指数に数式ではγをよく使うことからガンマ値と呼ぶ。この曲線（ガンマカーブ）は、ヴェーバー‐フェヒナーの法則により人の視覚の特性とだいたい一致することから好都合であるが、デスクトップ・パブリッシングなど再現性が重要な分野では、ガンマ補正により、元データの意図にできるだけ一致するよう調整が必要である。

## 複数解像度の対応
多色表示の方法で記述したようにシャドーマスクまたはスロットマスク、アパーチャーグリルによって誤って他の色のドットに電子線が入らないようになっているため十分にドットが小さければドット間隔に関わらず走査線周波数を変えることで複数の解像度に対応する。複数の解像度に対応したものはマルチスキャンディスプレイと呼ばれる。

## 磁石の影響
ブラウン管に磁石を近接させると、管を構成する金属部品や蒸着膜が帯磁して内部の電子ビームに歪みが起こり、正しく動作しなくなる場合がある。特に、鉄製のアパーチャーグリルやシャドウマスクを採用している物でも、これらマスクが磁化すると色ズレを起こしやすい。色ズレの影響が目立ちやすいコンピュータ用ディスプレイでは、消磁機能を内蔵しているものが多いほか、内蔵していない場合でもテレビなどの消磁に用いる専用の消磁器もあり、高速で磁場を反転させながら、徐々に磁場を弱くすることにより、帯磁を消失させる。
消磁器は作動させたら、画面上で円を描くようにしながら次第に遠ざける事で磁気の影響を気に成らない程度に軽減させられる。熟練を要し、失敗のリスクを伴う方法だが、永久磁石でも上手に一定速度で画面上を動かしながら遠ざけることで、消磁することも原理的には可能である。
基本的にブラウン管使用機器のそばにスピーカーやモーターといった磁気を発する物を設置するのは避けるべきである。ただしこれらの影響を与えないように防磁機能を持たせているものは、影響が無視できるほどに小さくなっている。

## 特殊なブラウン管
- ある閾値以上の輝度で光らせた輝点は、以後、走査せずとも光り続けるような仕掛けになっているブラウン管があり、直視形蓄積管(en:Storage tube)という。次の記憶装置用のものと区別するためDirect-View Storage Tube(DVST)とも。en:Direct-view bistable storage tubeも参照。
- 蛍光面の帯電をダイナミックメモリに応用したものがあり、特に区別する場合はウィリアムス管という。1940から1950年代のコンピューターで採用例がある。これも蓄積管と呼ばれることがある。
- 低速度走査テレビジョンやレーダー、ベクタースキャンなど、リフレッシュ間隔が長い応用で使われる、残光が（比較して）長く残るタイプのブラウン管を長残光ブラウン管という。パソコンではベーシックマスターレベル3の専用ディスプレイなどの採用例がある。
- たいていのブラウン管は、蛍光体の画像を見る面の反対側の面に陰極線を当てる構造になっているが、ポータブル薄型テレビ（ソニーのウォッチマン(en:Sony Watchman)など）やカメラ付きインターホンのモニタ用などで使われている、画像を見る側に陰極線を当てる構造のものもある。
- 薄型ブラウン管
- 真空管という構造的に、丸い、ないし丸みをおびた形状にどうしてもならざるをえないのだが、矩形の画像を表示する以上は、外形はより矩形に、表示面はより平坦に近いほうがよいわけで、そのように研究開発が進められていた。トリニトロンは表示面が円筒状になっており縦方向には平らであった。1996年に発売されたフラットトリニトロンに代表されるように、ブラウン管時代の末期には、特に高級モデル向けで、ほぼ完全に矩形で平坦な表示面が実現されていた。
- 完全平面の表示器を目指し、多数個のブラウン管を並べたような構造などが研究されたこともあり、たとえば松下電器（現パナソニック）の「フラットビジョン」[5]などがある。

## その他
- ブラウン管ディスプレイを長時間使い続けると焼き付きが発生し、画質が低下する。特に、同じ画像を映し続けると蛍光体面にその跡が残る。1970～80年代のアーケードゲームやATM端末等ではタイトル画面やスコア表示などで常に点灯している部分にそのような跡がよく見られた。問題が認識された後は、こまめに全画面を書き換えるようなアトラクト等と呼ばれる効果動画を流すようになったり、パーソナルコンピュータ等ではスクリーンセーバーが活用されるようになった。
- ブラウン管テレビでは、スイッチを入れたらすぐ表示できるようにするため、および加熱と冷却、通電と放電の繰返しによって寿命が短くなることを防ぐため、いくらかの回路を通電しっぱなしにするため待機電力を消費した。真空管時代にはこのことをうたった「ポンパ」という商品名もある。
- スイッチを入れた時に聞こえる「ブーン」という音は残留磁場を消磁する音である。動作中には非常に高い周波数の「キーン」という音が、特に高域の聴覚が敏感な子供には聞こえるが、これは水平走査の音である。
- 有害物質や希土類元素（レアメタル）が蛍光体や電子銃等に使用されている為、環境負荷を減らす為にもリサイクル率を高め、再資源化される必要がある。
- 走査線で描画しているためビデオカメラなどで撮影すると上から下へと描画していることがわかる。
- 三菱電機の「オーロラビジョン」の初期製品は、ごく小さなR/G/B単色表示のブラウン管を並べて大画面にしていた。

## 市場規模
社団法人電子情報技術産業協会(JEITA)の発表（外部リンクの節参照）によると、日本における一般PC向けのCRT需要は、2005年度でほぼ消滅。印刷物に対して忠実な色再現性が求められるDTP分野以外は、完全に液晶ディスプレイ(LCD)に置き換わった。世界でも縮小傾向にある。

## ブラウン管の歴史
- 1897年 - ブラウンが陰極線管を発明。
- 1907年 - ロシアのボリス・ロージングがブラウン管を使った受像装置を発案。
- 1925年 - イギリスのジョン・ロジー・ベアードが円盤を使ったテレビを発明。
- 1927年 - 日本の高柳健次郎が撮像に円盤を使い、映像にブラウン管を使った受像装置までの開発を成功。
- 1927年 - アメリカのフィロ・ファーンズワース、電子式テレビ撮像機の開発。
- 1934年 - ドイツでテレビ放送が開始。世界最初のテレビ局はパウル・ニプコウ。
- 1967年 - ソニー、トリニトロンを開発。
- 1990年 - ソニー、ハイビジョンブラウン管テレビ (KW-3600HD) を発売。
- 1996年 - ソニースーパーフラットトリニトロン管を採用したテレビ受像機を発売。
- 2008年 - ソニー、トリニトロン生産を終了。
- 2015年 - シャープ、フィリピンでのブラウン管テレビ生産終了。

## ギャラリー

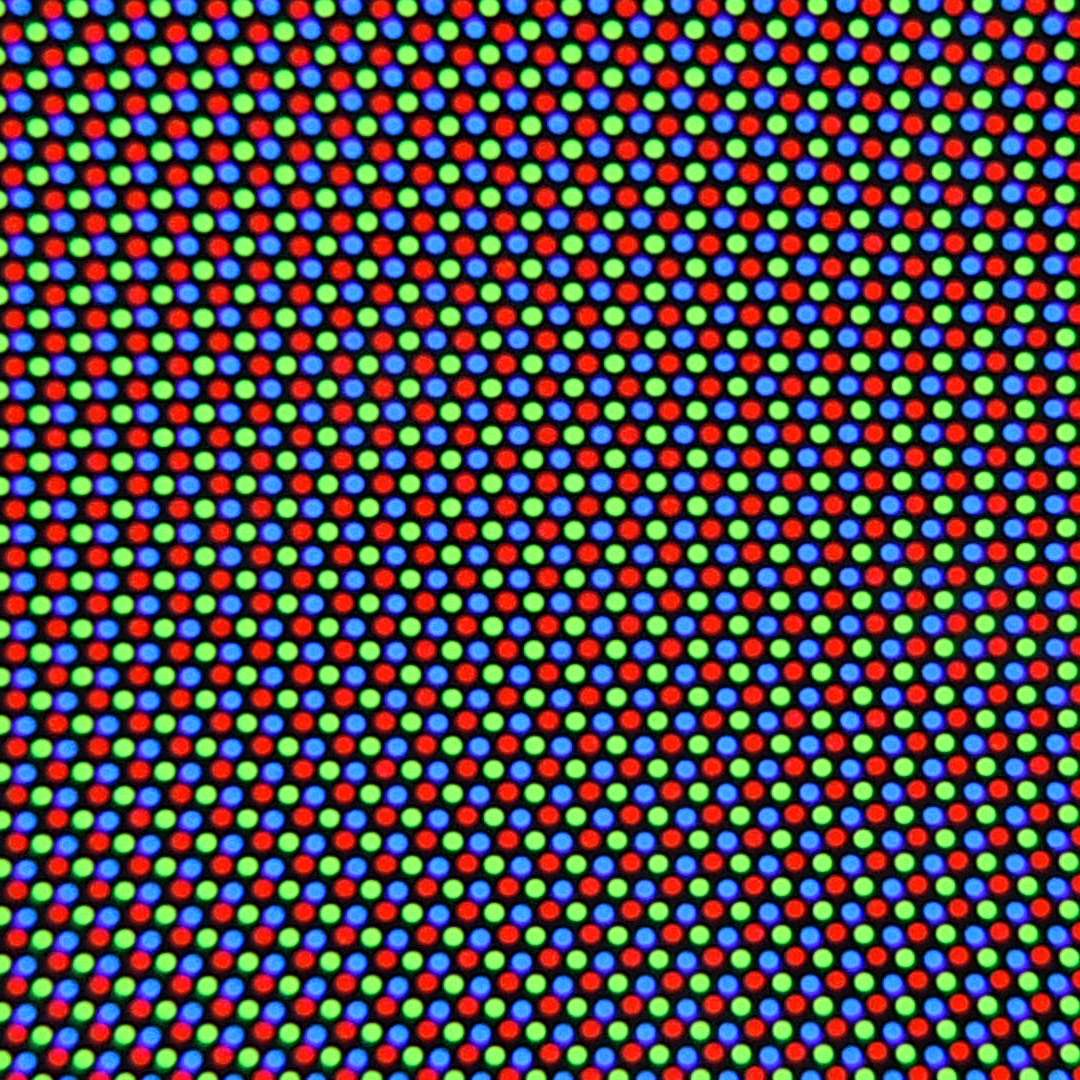
シャドーマスク方式の画面拡大図
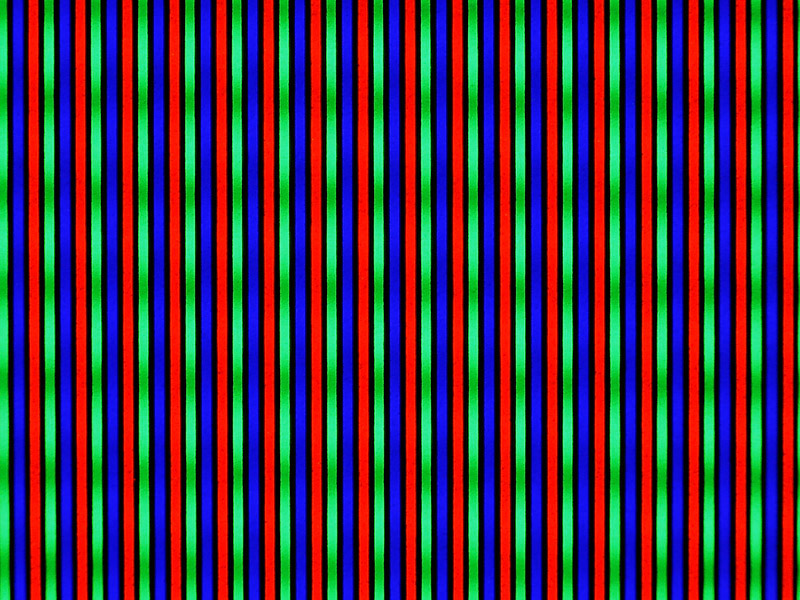
アパーチャーグリル方式の画面拡大図
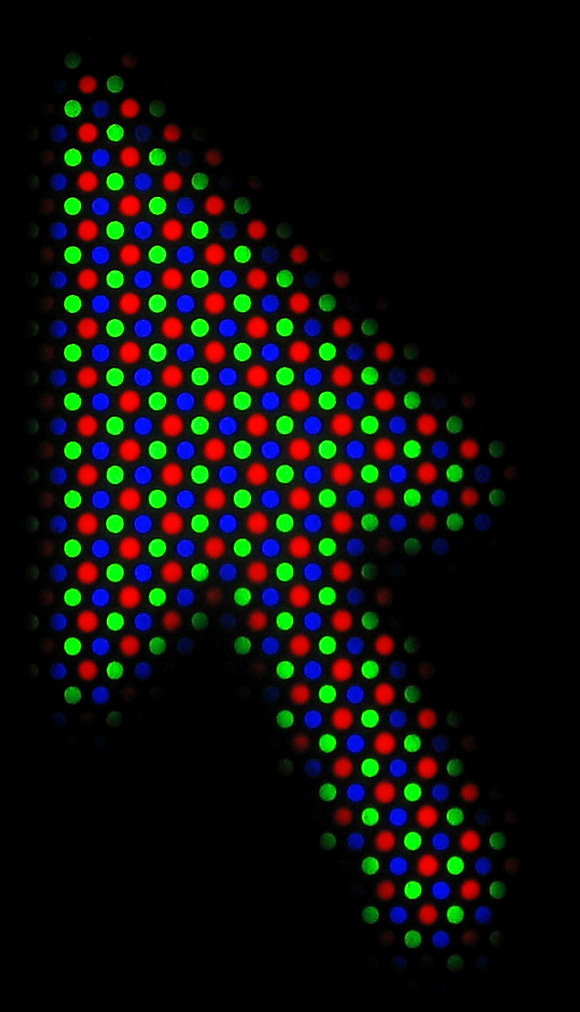
シャドーマスク方式によるマウスポインタの拡大図
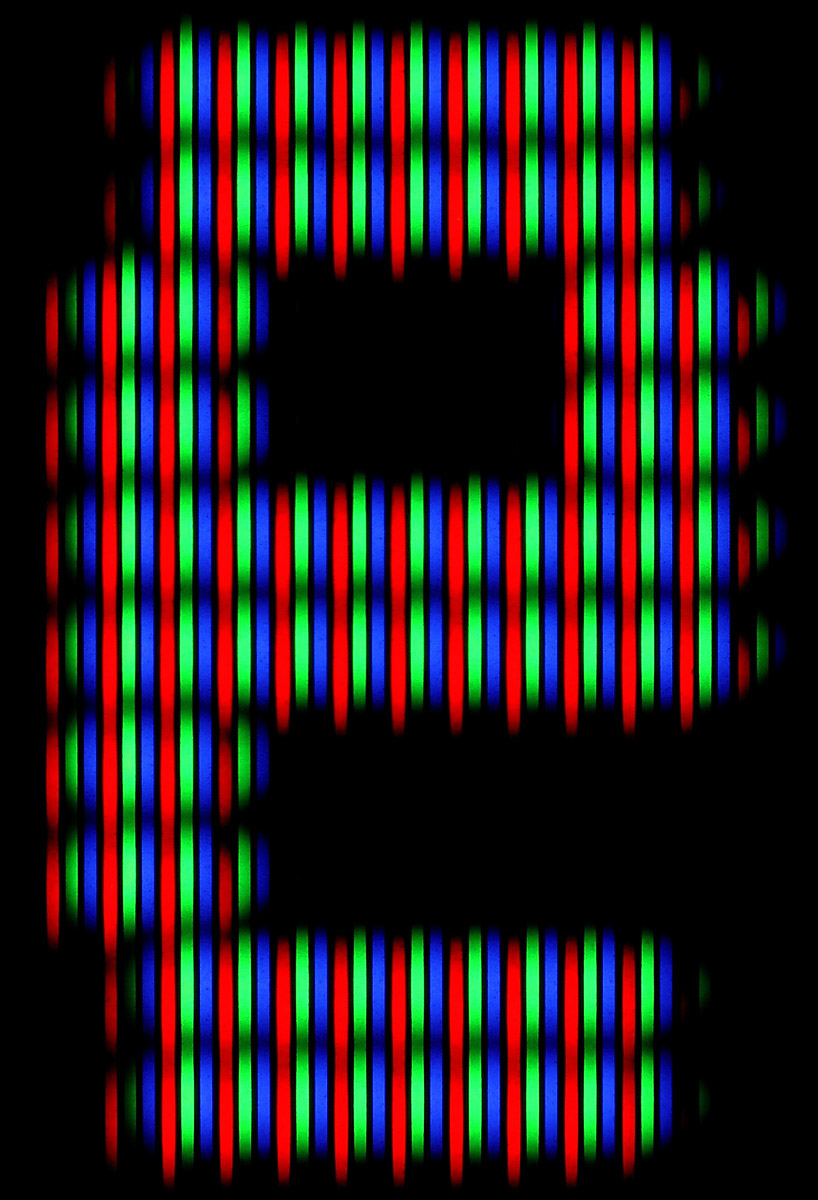
アパーチャーグリル方式による英字「e」の拡大図
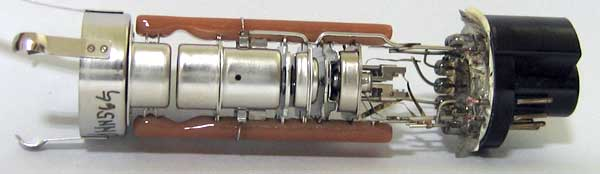
電子銃